# Logystem ECRITEXT
Logystem ECRITEXT (ECRITEXT) је био преносиви рачунар фирме Logystem који је почео да се производи у Француској од 1982. године.
Користио је Zilog Z80A као микропроцесор. RAM меморија рачунара је имала капацитет од 64 KB. 
Као оперативни систем кориштен је CP/M.

## Детаљни подаци
Детаљнији подаци о рачунару ECRITEXT су дати у табели испод.
|                       |                                                                       |
| [ 1 ]                 |                                                                       |
| Произвођач            |                                                                       |
| Тип                   | преносиви рачунар                                                     |
| Меморија              | 64                                                                    |
| Поријекло             | Француска                                                             |
| Година                | 1982                                                                  |
| Тастатура             | Пуни помак тастера, професионална тастатура, са нумеричком тастатуром |
| Процесор              |                                                                       |
| Фреквенција процесора | 4                                                                     |
| RAM                   | 64                                                                    |
| ROM                   | непознато                                                             |
| Текст                 | 80 x 25                                                               |
| Графика               | Нема                                                                  |
| Боја                  | једна                                                                 |
| Звук                  | непознато                                                             |
| Димензије             | непознато                                                             |
| Портови               |                                                                       |
| Оперативни систем     |                                                                       |